# Йеремис, Йенс
Йенс Йе́ремис (нем. Jens Jeremies; 5 марта 1974, Гёрлиц) — немецкий футболист, игравший на позиции опорного полузащитника.
В настоящее время работает футбольным агентом вместе с Юргеном Милевски и Тадеушем Соломински: занимается поисками талантов и содействуют получению ими выгодных контрактов с ведущими клубами.  Также является основателем фонда помощи малоимущим детям и молодым людям.

## Карьера
Йенс Йеремис начал карьеру в молодёжной команде клуба «Мотор» из родного города Гёрлица. В 1986 году Йеремис перешёл в молодёжную команду клуба «Динамо» из Дрездена, в 1992 году он дебютировал во взрослой команде «Динамо». В 1995 году Йеремис перешёл в клуб «Мюнхен 1860», откуда через 3 сезона он перешёл в стан лидера немецкого футбола, клуб «Бавария», за который Йеремис уже выступал до конца своей карьеры, выиграв 6 чемпионатов Германии, 5 Кубков Германии и Лигу чемпионов.
В сборной Германии Йеремис дебютировал 15 ноября 1997 года в товарищеском матче со сборной ЮАР в Дюссельдорфе. Всего за национальную команду Йеремис провёл 55 матчей и забил 1 гол, приняв участие в двух чемпионатах мира и двух чемпионатах Европы.

## Достижения

### Клубные
- Чемпион Германии (6): 1999, 2000, 2001, 2003, 2005, 2006
- Обладатель Кубка Германии (5): 1998, 2000, 2003, 2005, 2006
- Победитель Лиги чемпионов: 2001
- Обладатель Межконтинентального кубка: 2001

### Сборная
- Серебряный призёр Чемпионата мира 2002.